# Spintria
Spintria (pl. Spintriae) 

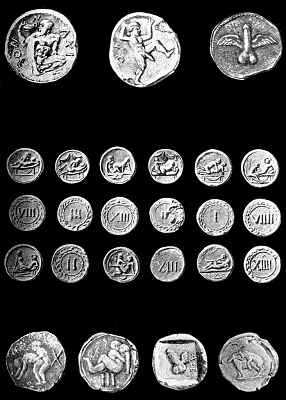
Spintriae de la Pompei

- 1. persoană aparținând unui grupări/caste inființate de împăratul roman Tiberius, al cărei rol era de a inventa și de a efectua noi tehnici sexuale.
- 2. bărbat prostituat;
- 3. denumire generică pentru o serie de obiecte de tip monedă care au imprimate pe față scene care descriu actul sexual și pe verso un numar în cifre romane (sec. I d.Ch., Imperiul Roman). Deși nu este pe deplin sigur, se crede ca ele erau folosite pentru plata serviciilor în bordeluri [1], [2].